# Denis Gaté
Pour les articles homonymes, voir Gaté.
Denis Gaté, né le 5 mars 1958, est un rameur d'aviron français.

## Carrière
Denis Gaté participe aux Jeux olympiques d'été de 1980 à Moscou, sans obtenir de médaille en deux de couple. Il est médaillé de bronze en quatre de couple aux Championnats du monde d'aviron 1981 à Munich et termine douzième de l'épreuve de skiff aux Jeux olympiques d'été de 1984 à Los Angeles.